# Poljska na Svetovnem prvenstvu v hokeju na ledu 2009
Poljska na Svetovnem prvenstvu v hokeju na ledu 2009 D1, ki je potekalo med 11. in 17. aprilom 2009 v poljskem mestu Torunu. V elitno skupino svetovnega hokeja je vodilo prvo mesto na turnirju. 

## Postava
- Selektor: Peter Ekroth (pomočnika: Wojciech Tkacz in Tomasz Wawrzkiewicz)
- Vratarji: Przemyslaw Odrobny, Rafal Radziszewski, Krzystof Zborowski
- Branilci: Andrzej Banaszczak, Adam Borzecki, Bartosz Dabkowski, Sebastian Gonera, Jaroslaw Klys, Patryk Noworyta, Tomasz Pastryk, Grzegorz Piekarski, Mateusz Rompkowski
- Napadalci: Mateusz Danieluk, Krystian Dziubinski, Mariusz Jakubik, Marcin Kolusz, Sebastian Kowalowka, Leszek Laszkiewicz, Mikolaj Lopuski, Tomasz Malasinski, Michal Piotrowski, Tomasz Proszkiewicz, Jaroslaw Rozanski, Blazej Salamon, Damian Slabon, Maciej Urbanowicz, Krzysztof Zapala

## Tekme
| 11. april 2009 | Nizozemska | 1 - 3 | Poljska | Torun Arena, Torun |

| Poročilo tekme | Poročilo tekme                              | Poročilo tekme         | Poročilo tekme | Poročilo tekme                         |
| -------------- | ------------------------------------------- | ---------------------- | --- | -------------------------------------- |
| Začetek: 20:00 | Ramoul (Willemse, van den Heuvel) PP1 30:46 | ( 0 - 1, 1 - 1, 0 - 1) | Urbanowicz (Piekarski, Kowalowka) PP1 03:07 Malasinski (Laszkiewicz, Kowalowka) 37:56 Lopuski (Proszkiewicz) 42:28 | Gledalci: 2995 Sodnik: Martin Reichert |

| 13. april 2009 | Poljska | 7 - 0 | Romunija | Torun Arena, Torun |

| Poročilo tekme | Poročilo tekme | Poročilo tekme         | Poročilo tekme | Poročilo tekme                       |
| -------------- | --- | ---------------------- | -------------- | ------------------------------------ |
| Začetek: 20:00 | Lopuski (Proszkiewicz, Zapala) 02:06 Kolusz (Laszkiewicz, Borzecki) PP1 17:18 Kolusz (Laszkiewicz, Borzecki) PP1 31:06 Kolusz (Laszkiewicz, Borzecki) PP1 33:59 Lopuski (Proszkiewicz) 35:49 Kowalowka (Noworyta) 37:11 Malasinski (Kowalowka) SH1 55:14 | ( 2 - 0, 4 - 0, 1 - 0) |                | Gledalci: 2610 Sodnik: Eduards Odins |

| 14. april 2009 | Ukrajina | 2 - 1 (PS) | Poljska | Torun Arena, Torun |

| Poročilo tekme | Poročilo tekme                                            | Poročilo tekme                       | Poročilo tekme     | Poročilo tekme                     |
| -------------- | --------------------------------------------------------- | ------------------------------------ | ------------------ | ---------------------------------- |
| Začetek: 20:00 | Sriubko (Salnikov, Šakrajčuk) PP1 13:29 Varlamov PS 65:00 | ( 1 - 1, 0 - 0, 0 - 0, 0 - 0, 1 - 0) | Borzecki PP1 06:27 | Gledalci: 3220 Sodnik: Scott Bokal |

| 16. april 2009 | Poljska | 2 - 4 | Italija | Torun Arena, Torun |

| Poročilo tekme | Poročilo tekme                                                     | Poročilo tekme         | Poročilo tekme | Poročilo tekme                          |
| -------------- | ------------------------------------------------------------------ | ---------------------- | --- | --------------------------------------- |
| Začetek: 20:00 | Lopuski (Laszkiewicz, Borzecki) PP1 08:23 Kolusz (Piekarski) 57:53 | ( 1 - 0, 0 - 2, 1 - 2) | Borgatello (Strazzabosco, Ansoldi) PP1 23:04 Ramoser (Johnson, Gallace) 37:31 Ramoser (Fontanive, Ansoldi) PP1 55:10 Fontanive (Ramoser, Borgatello) 57:19 | Gledalci: 3250 Sodnik: Morgan Johansson |

| 17. april 2009 | Poljska | 1 - 2 (OT) | Združeno kraljestvo | Torun Arena, Torun |

| Poročilo tekme | Poročilo tekme                        | Poročilo tekme                | Poročilo tekme                                        | Poročilo tekme                          |
| -------------- | ------------------------------------- | ----------------------------- | ----------------------------------------------------- | --------------------------------------- |
| Začetek: 20:00 | Lopuski (Piekarski, Zapala) PP1 44:08 | ( 0 - 0, 0 - 1, 1 - 0, 0 - 1) | Longstaff (Chambers, Owen) 30:58 Tait (Shields) 61:54 | Gledalci: 2705 Sodnik: Morgan Johansson |

## Seznam reprezentantov s statistiko

### Vratarji
| #  | Igralec             | OT | OMIN | PG | PGT  | KM | PPPG | PSHG |
| 1  | Krzysztof Zborowski | 5  | 122  | 2  | 0,98 | 0  | 0    | 0    |
| 29 | Rafal Radziszewski  | 5  | 183  | 6  | 1,97 | 2  | 4    | 0    |
| -- | ------------------- | -- | ---- | -- | ---- | -- | ---- | ---- |

### Drsalci
| #  | Igralec             | OT | DG | DA | TOČ | DGT  | DAT | DPPG | DPPGT | DSHG | DSHGT | KM |
| 6  | Andrzej Banaszczak  | 5  | 0  | 0  | 0   | 0    | 0   | 0    | 0     | 0    | 0     | 2  |
| 8  | Blazej Salamon      | 5  | 0  | 0  | 0   | 0    | 0   | 0    | 0     | 0    | 0     | 0  |
| 9  | Damian Slabon       | 5  | 0  | 0  | 0   | 0    | 0   | 0    | 0     | 0    | 0     | 2  |
| 10 | Krzysztof Zapala    | 5  | 0  | 2  | 2   | 0    | 0,4 | 0    | 0     | 0    | 0     | 6  |
| 11 | Maciej Urbanowicz   | 5  | 1  | 0  | 1   | 0,2  | 0   | 1    | 0,2   | 0    | 0     | 6  |
| 12 | Sebastian Kowalowka | 5  | 1  | 3  | 4   | 0,2  | 0,6 | 0    | 0     | 0    | 0     | 4  |
| 13 | Marcin Kolusz       | 5  | 4  | 0  | 4   | 0,8  | 0   | 3    | 0,6   | 0    | 0     | 6  |
| 14 | Mariusz Jakubik     | 5  | 0  | 0  | 0   | 0    | 0   | 0    | 0     | 0    | 0     | 41 |
| 15 | Leszek Laszkiewicz  | 5  | 0  | 5  | 5   | 0    | 1   | 0    | 0     | 0    | 0     | 0  |
| 16 | Tomasz Malasinski   | 5  | 2  | 0  | 2   | 0,4  | 0   | 0    | 0     | 1    | 0,2   | 2  |
| 18 | Krystian Dziubinski | 5  | 0  | 0  | 0   | 0    | 0   | 0    | 0     | 0    | 0     | 12 |
| 19 | Patryk Noworyta     | 5  | 0  | 1  | 1   | 0    | 0,2 | 0    | 0     | 0    | 0     | 2  |
| 20 | Adam Borzecki       | 4  | 1  | 4  | 5   | 0,25 | 1   | 1    | 0,25  | 0    | 0     | 33 |
| 22 | Jaroslaw Klys       | 5  | 0  | 0  | 0   | 0    | 0   | 0    | 0     | 0    | 0     | 8  |
| 23 | Grzegorz Piekarski  | 5  | 0  | 3  | 3   | 0    | 0,6 | 0    | 0     | 0    | 0     | 6  |
| 24 | Sebastian Gonera    | 5  | 0  | 0  | 0   | 0    | 0   | 0    | 0     | 0    | 0     | 8  |
| 25 | Mikolaj Lopuski     | 5  | 5  | 0  | 5   | 1    | 0   | 2    | 0,4   | 0    | 0     | 6  |
| 26 | Mateusz Danieluk    | 5  | 0  | 0  | 0   | 0    | 0   | 0    | 0     | 0    | 0     | 6  |
| 27 | Tomasz Proszkiewicz | 5  | 0  | 3  | 3   | 0    | 0,6 | 0    | 0     | 0    | 0     | 0  |
| 28 | Mateusz Rompkowski  | 5  | 0  | 0  | 0   | 0    | 0   | 0    | 0     | 0    | 0     | 0  |
| -- | ------------------- | -- | -- | -- | --- | ---- | --- | ---- | ----- | ---- | ----- | -- |